# Прапор Часового Яру
Міськи́й пра́пор Часового Яру — офіційний символ міста Часів Яр Донецької області, затверджений 23 липня 1998 р. рішенням № XXIII/2-25 сесії міської ради.

## Опис
Прапор Часового Яру складається з трьох вертикальних смуг в пропорціях: 2/5, 1/5, 2/5. Ліва смуга (зелена) символізує багату флору міста, вузька (жовта) смуга в центрі прапора — вірування всіх народів у вогонь, права (синя) — численні водойми міста. Дане колірне сполучення прапора втілює прагнення до досягнення свободи, миру, щастя та достатку. У центрі прапора розташований порожнистий трикутник сріблястого кольору, обрамлений червоним контуром — алхімічний знак вогню, тому що основна частина населення міста зайнята у вогнетривкому виробництві.